# Карл Лангезе
Карл Лангезе (нім. Karl Langesee; 10 вересня 1910, Фільсбібург — 4 березня 1989, Аугсбург) — німецький офіцер, оберст вермахту (1 серпня 1944). Кавалер Лицарського хреста Залізного хреста з дубовим листям.

## Біографія
В 1928 року вступив на службу в 20-й піхотний полк. З 1939 року — командир 1-ї роти 62-го піхотного полку, з яким взяв участь у Польській та Французькій кампаніях. З жовтня 1940 року — командир 11-ї роти 207-го піхотного полку 97-ї легкої піхотної (з 6 липня 1942 року — єгерської) дивізії. Учасник Німецько-радянської війни. З весни 1942 року — командир 2-го батальйону свого полку. В січні 1943 року поставлений на чолі бойової групи, основу якої склали румунські частини. З квітня 1944 року — командир 125-ї дивізійної групи. 1 листопада 1944 року призначений командиром 748-го піхотного полку 708-ї народно-гренадерської дивізії, з якою бився у Кольмарі.

## Нагороди
- Медаль «За вислугу років у Вермахті» 4-го і 3-го класу (12 років)
- Залізний хрест
  - 2-го класу (26 травня 1940)
  - 1-го класу (30 жовтня 1940)
- Штурмовий піхотний знак в сріблі
- Сертифікат Пошани Головнокомандувача Сухопутних військ Вермахту — нагороджений двічі (3 і 31 жовтня 1941)
- Почесна застібка на орденську стрічку для Сухопутних військ (20 жовтня 1941)
- Німецький хрест в золоті (28 лютого 1942)
- Лицарський хрест Залізного хреста з дубовим листям
  - лицарський хрест (10 серпня 1942)
  - дубове листя (№ 211; 15 березня 1943)
- Медаль «За зимову кампанію на Сході 1941/42» (20 вересня 1942)
- Нагрудний знак «За поранення» в чорному